# Goudporieboleet
De goudporieboleet (Boletus impolitus) is een eetbare paddenstoel uit het geslacht Boletus. De paddenstoel is vrij zeldzaam. Hij leeft het liefst op kalkrijke bodems in loofbossen en parken, in mycorrhiza-gemeenschap met eik (Quercus),  Carpinus of beuk (Fagus sylvatica) en is ook gevonden onder dennen (Pinus).

## Kenmerken

### Uiterlijke kenmerken
Hoed
De hoed heeft doorgaans een diameter van 5 tot 12 centimeter, maar kan in uitzonderlijke gevallen ook 20 centimeter bereiken.  De vorm is aanvankelijk halfbolvormig, maar wordt vlakker naarmate hij ouder wordt en is soms ingezakt als hij volwassen is. De kleur is lichtbruin, lichtbruin of geelbruin, en aanvankelijk vaak lichtgrijs.
Steel
De steel wordt 5-15 cm lang en 2-5 cm breed met een bolvorm, enigszins verdikt aan de basis. Het onderste uiteinde is puntig en niet wortelig. De kleur is (bleek)geel tot geelbruin en heeft vaak een min of meer intense roodachtige tint. Het heeft geen netwerk, maar heeft soms roodachtige vlekken.
Buisjes
De buisjes en buisopeningen zijn bleek of citroengeel tot goudgeel, waarbij de buisopeningen klein en rond zijn en niet blauw worden. De buisvormige spons is 5-20 mm dik, uitpuilend en gemakkelijk verwijderbaar.
Geur en smaak
Het vruchtvlees is lichtgeel en behoudt dezelfde kleur bij het snijden. Het is mals, smaakt mild tot licht zuur en ruikt in de basis zuur, jodium of carbol.
Sporenprint
De sporenprint is olijfachtig walnootbruin gekleurd.

### Microscopische kenmerken
Die sporen zijn glad, ellipsoïde tot spoelvormig, olijfbruin en meten 10–16 × 5–6 μm. Vulvuldig is de maat 11–14 × 4,5–5,5 μm. Er is geen kiempore aanwezig.

## Verspreiding
De goudporieboleet is wijdverbreid in Europa en is zeldzaam. In Nederland komt hij vrij zeldzaam voor. Hij staat op de rode lijst in de categorie 'bedreigd'.

## Foto's

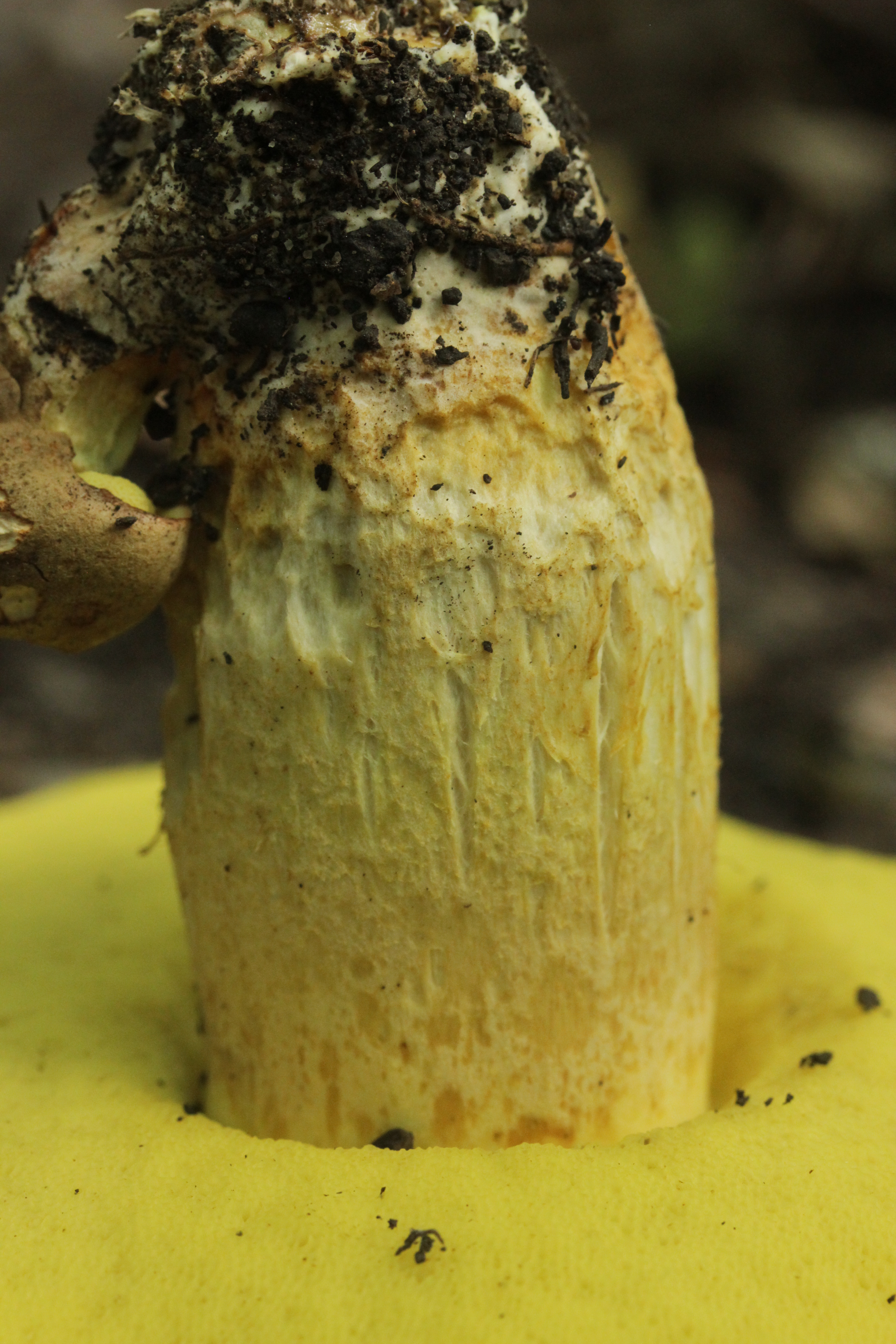
Steel
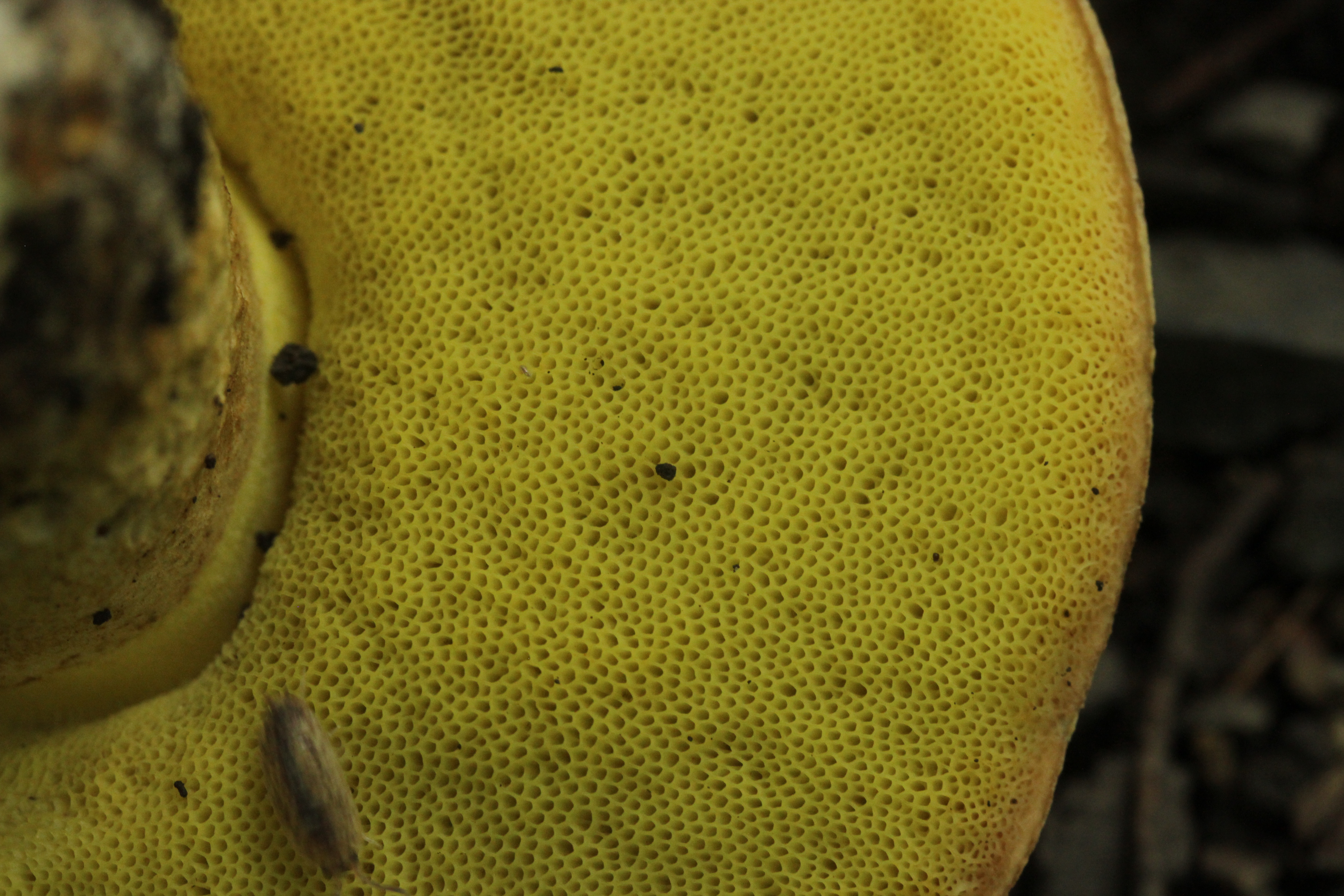
Poriën
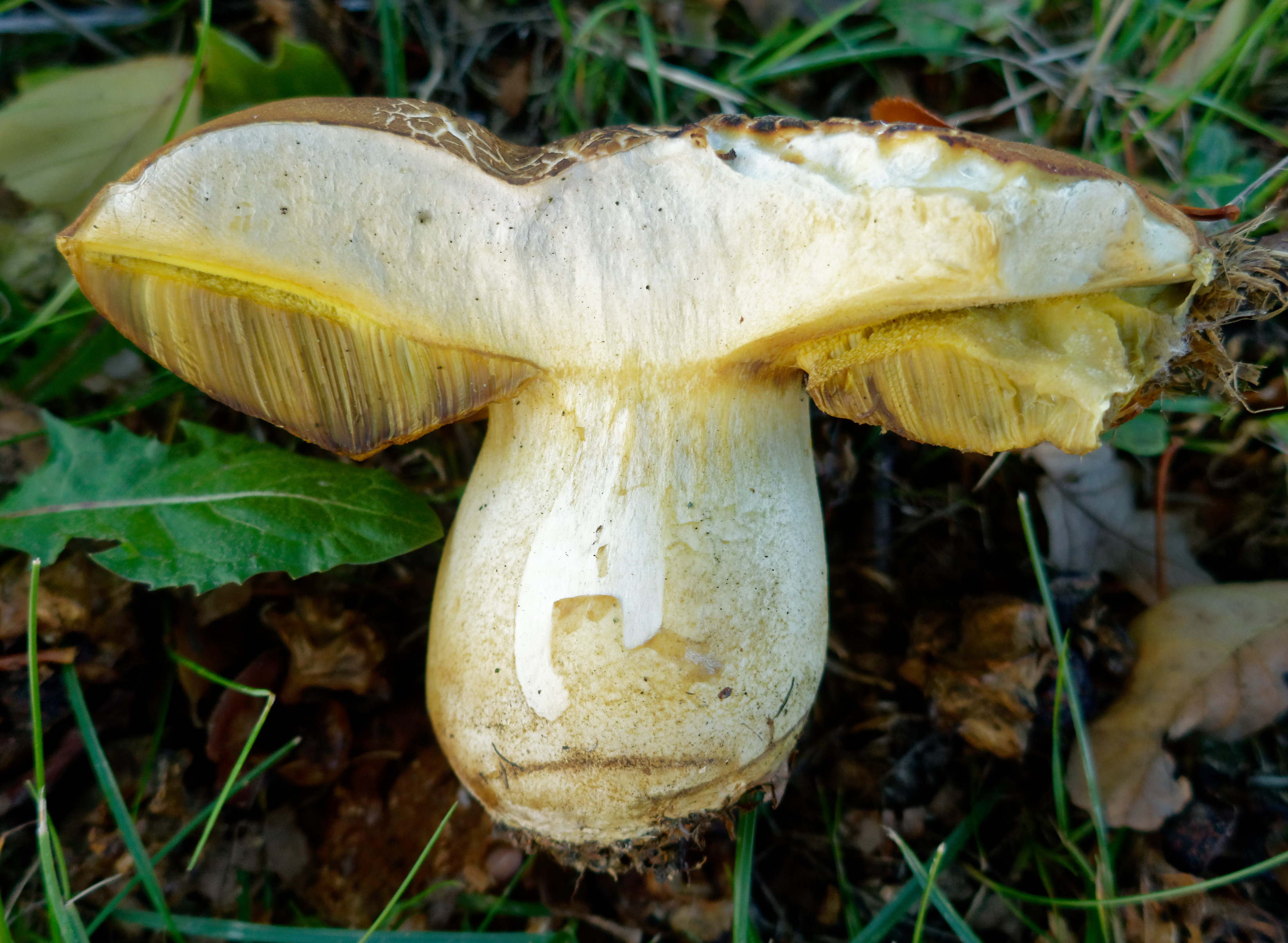
Doorsnede
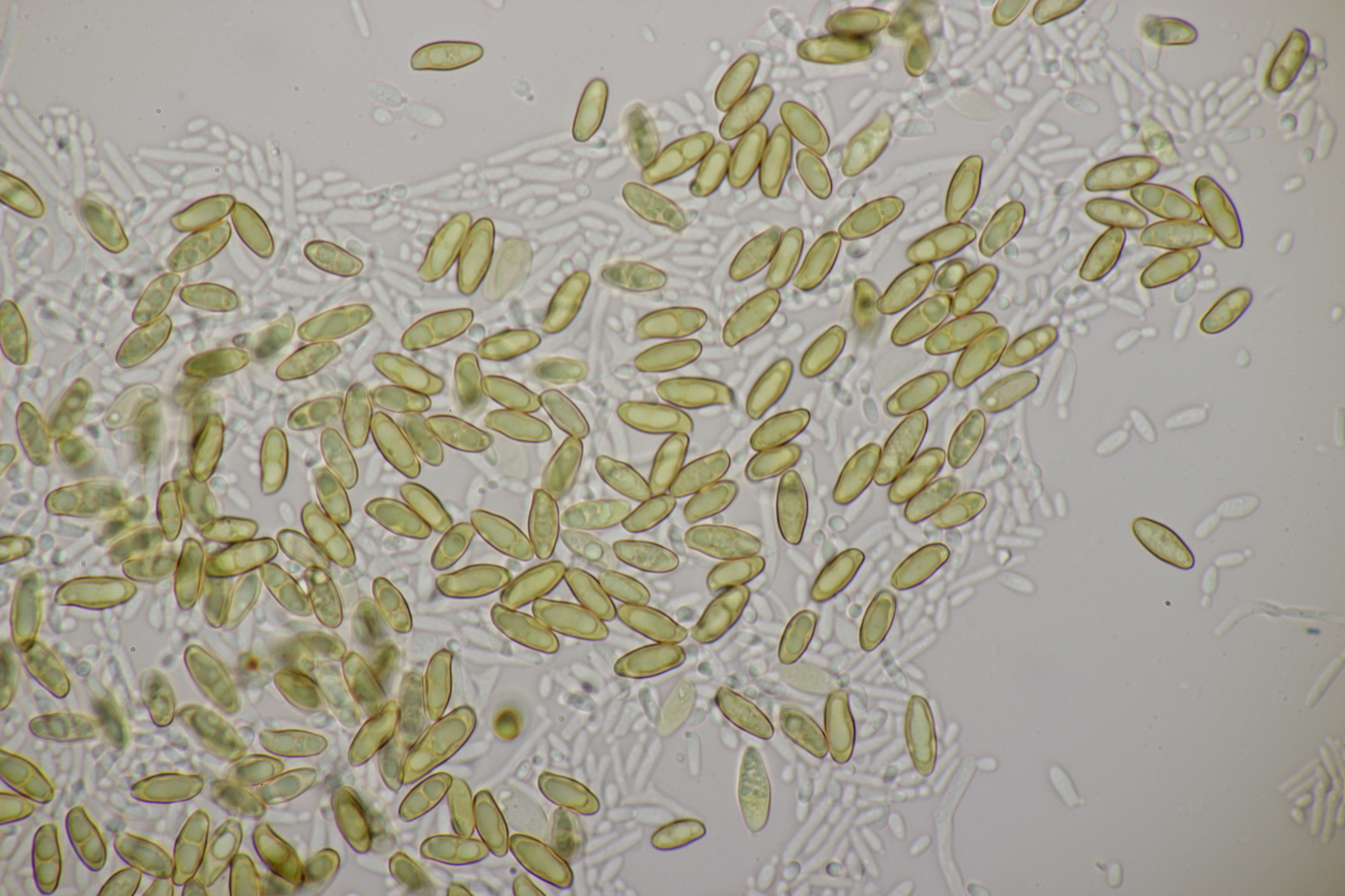
Sporen
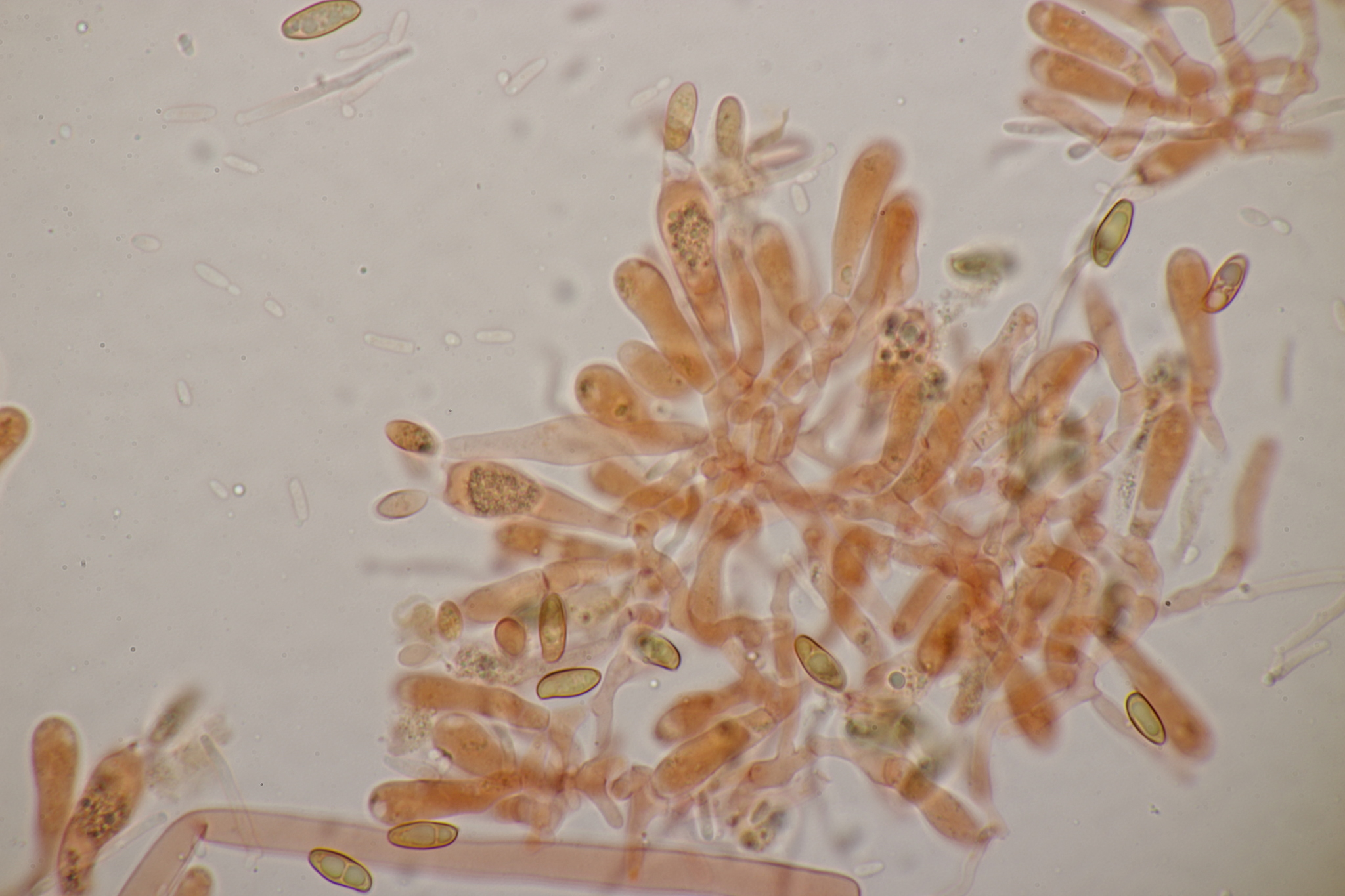
Basidia en sporen